# Jaroslav Irovský
Jaroslav Irovský (* 30. května 1962) je bývalý český fotbalista, útočník a obránce.

## Fotbalová kariéra
Bývalý fotbalista (útočník, poté zastávající post stopera) nastoupil v československé a české lize ve 31 utkáních. Odchovanec jihomoravského klubu FC Miroslav a následně dorostenecký mistr Československa se Zbrojovkou Brno z roku 1978, v československé a české lize hrál za týmy Bohemians Praha a FC JOKO Slovácká Slavia Uherské Hradiště. Dále nastoupil k celkem 173 utkáním ve druhé fotbalové lize, a to v týmech FC Svit Zlín (2. liga, postup do 1. ligy), FC JOKO Slovácká Slavia Uherské Hradiště (2. liga, postup do 1. ligy) a TJ JZD Slušovice (divize - 2. liga).

## Ligová bilance
| Ročník                                     | Zápasy | Góly | Klub                                     |
| ------------------------------------------ | ------ | ---- | ---------------------------------------- |
| Česká národní fotbalová liga 1986/1987     | 29     | 3    | TJ JZD Slušovice                         |
| Česká národní fotbalová liga 1987/1988     | 23     | 0    | TJ JZD Slušovice                         |
| Česká národní fotbalová liga 1988/1989     | 22     | 2    | TJ JZD Slušovice                         |
| 1. československá fotbalová liga 1990/1991 | 18     | 0    | Bohemians Praha                          |
| 1. československá fotbalová liga 1991/1992 | 3      | 0    | Bohemians Praha                          |
| 2. česká fotbalová liga 1994/1995          | 25     | 5    | FC JOKO Slovácká Slavia Uherské Hradiště |
| 1. česká fotbalová liga 1995/1996          | 10     | 0    | FC JOKO Slovácká Slavia Uherské Hradiště |
| Moravskoslezská fotbalová liga 1996/1997   | -      | 1    | ČSK Uherský Brod                         |
| CELKEM 1. liga                             | 31     | 0    |                                          |